# Chiloscyphus magellanicus
Chiloscyphus magellanicus là một loài Rêu trong họ Lophocoleaceae. Loài này được Stephani mô tả khoa học đầu tiên năm 1908.